# Integration durch Qualifizierung
Integration durch Qualifizierung (IQ) ist ein Förderprogramm in Deutschland mit dem Ziel, das Gesetz zur Verbesserung der Feststellung und Anerkennung im Ausland erworbener Berufsqualifikationen umzusetzen und die Integration von Menschen mit Migrationshintergrund in den Arbeitsmarkt in Deutschland nachhaltig zu verbessern. Im Rahmen dieses Förderprogrammes werden aus Mitteln des Bundesministeriums für Arbeit und Soziales (BMAS) und des Europäischen Sozialfonds (ESF) ca. 400 Teilprojekte finanziert. Diese Teilprojekte sind in Deutschland flächendeckend verteilt und miteinander vernetzt, und sie bilden alle zusammen das so genannte IQ Netzwerk.

## Zielsetzung in vier Handlungsschwerpunkten
Das Förderprogramm „Integration durch Qualifizierung“ arbeitet in vier Richtungen, die im Programm und im IQ Netzwerk Handlungsschwerpunkte genannt werden. Inhaltlich sind diese zwar verwandt, organisatorisch jedoch klar voneinander abgegrenzt, so dass jedes Teilprojekt nur einem der vier Handlungsschwerpunkte angehört. Das sind die jeweiligen Aufgaben der vier Handlungsschwerpunkte:

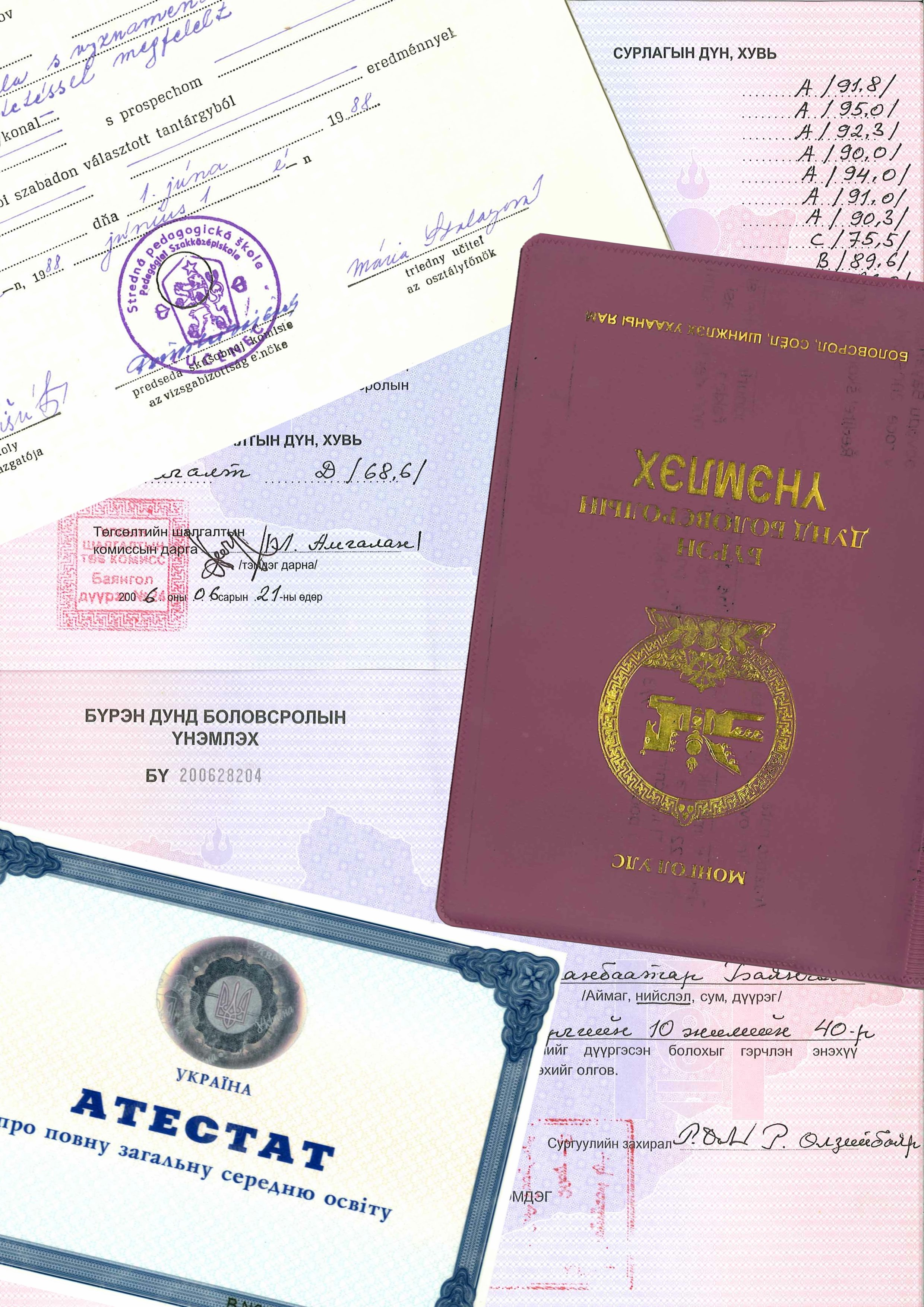
Ausländische Zeugnisse aus der Mongolei, Slowenien, Ungarn und der Ukraine

### Anerkennungs- und Qualifizierungsberatung
Die Beratungsstrukturen, welche IQ als begleitete Maßnahme zur Umsetzung des Gesetzes zur Verbesserung der Feststellung und Anerkennung im Ausland erworbener Berufsqualifikationen aufgebaut hat, werden ausgebaut und um eine Qualifizierungsberatung erweitert. Ratsuchende erhalten eine Beratung zu Anpassungsqualifizierungen bzw. Ausgleichsmaßnahmen, um die volle Anerkennung und danach eine qualifikationsadäquate Beschäftigung zu erreichen.

### Qualifizierungsmaßnahmen im Kontext des Anerkennungsgesetzes
Im zweiten Schwerpunkt werden Qualifizierungsmaßnahmen für Personen mit ausländischen Abschlüssen konzipiert und durchgeführt. Das sind z. B. Anpassungsqualifizierungen für reglementierte medizinische und pädagogische Berufe, die fachliche Lücken schließen oder erforderliche Deutschkenntnisse vermitteln. Oder Qualifizierungen für Akademikerinnen und Akademiker, denen für eine Arbeitsaufnahme noch fachliche, methodische oder sprachliche Kenntnisse fehlen. Mit den Qualifizierungen wird der Weg zu einer vollen Anerkennung vorhandener Abschlüsse und einer adäquaten Arbeitsmarktintegration geebnet.

### Interkulturelle Kompetenzentwicklung und weitere Angebote
Aufbau bzw. Weiterentwicklung von interkulturellen Kompetenzen der Arbeitsmarktakteure ist der dritte Schwerpunkt. Die Zielgruppe ist hier die Aufnahmegesellschaft – insbesondere die Jobcenter, Agenturen für Arbeit, kommunale Verwaltungen sowie kleine und mittlere Unternehmen (KMU). Für diese Arbeitsmarktakteure übernimmt das IQ Netzwerk eine wichtige Servicefunktion, indem es sie durch Informationen, Beratungen und Trainings für die spezifischen Belange von Menschen mit Migrationsgeschichte sensibilisiert, das notwendige fachliche Know-how vermittelt, in den Organisationen nachhaltige interkulturelle Öffnungsprozesse anregt und Diskriminierungen abbaut.

### Regionale Fachkräftenetzwerke – Einwanderung
Mit diesem Handlungsschwerpunkt werden Akteure im Bereich der Fachkräftesicherung unterstützt und zusammengeführt. Arbeitgebende werden in enger Absprache mit dem Arbeitgeberservice (AG-S) der Arbeitsagenturen zu den Möglichkeiten und Abläufen der Fachkräfteeinwanderung beraten sowie bei Fragen zum Integrationsmanagement an die richtigen Stellen verwiesen. Die Vernetzung der beteiligten Institutionen vor Ort soll die Prozesse der Anwerbung und Integration von internationalen Fachkräften unterstützen. Auf Bundesebene wird dazu eng mit der Zentralen Servicestelle Berufsanerkennung (ZSBA) kooperiert.

## Struktur

### 16 Landesnetzwerke
Die flächendeckende regionale Umsetzung des Förderprogramms ist die zentrale Aufgabe der 16 Landesnetzwerke. Sie werden jeweils von einer Landeskoordinierung geleitet. Diese koordiniert die Zusammenarbeit aller in dem jeweiligen Bundesland tätigen Teilprojekte und sorgt sowohl für deren Vernetzung miteinander als auch für die überregionale Zusammenarbeit. In jedem Landesnetzwerk werden Teilprojekte in allen 4 oben genannten Handlungsschwerpunkten umgesetzt.

### 5 Fachstellen
Neben den Landesnetzwerken gibt es fünf Fachstellen, die bundesweit migrationsspezifische Themen bearbeiten. Sie übernehmen die fachliche Beratung und Begleitung der Landesnetzwerke. Sie entwickeln Instrumente und Handlungsempfehlungen zur beruflichen Integration von Menschen mit ausländischen Berufsabschlüssen. Darüber hinaus tragen sie die Verantwortung für eine fachlich fundierte Beratung von Entscheidungsträgern in Politik, Wirtschaft und Verwaltung. Das kann die Konzeption von Qualitätsstandards, Qualifizierungen und Schulungsmaterialien oder die Verbreitung wissenschaftlicher Erkenntnisse umfassen.

### Multiplikatorenprojekt Transfer
Auf Bundesebene wird das Förderprogramm über das IQ Multiplikatorenprojekt Transfer (MUT IQ) organisiert. MUT IQ wird von der Entwicklungsgesellschaft für berufliche Bildung mbH (ebb) in Köln und der Zentralstelle für die Weiterbildung im Handwerk e. V. (ZWH) in Düsseldorf in einem Kooperationsverbund umgesetzt. MUT IQ unterstützt die Zusammenarbeit zwischen den Akteuren im Programm, fördert den Transfer guter Praxis und sorgt für die öffentlichkeitswirksame Darstellung des Förderprogramms IQ. Gemeinsam mit den Fachstellen kommuniziert es die Arbeitsergebnisse von IQ in die Ministerien, die BA und die Fachöffentlichkeit. „Anerkennung in Deutschland“ ist das mehrsprachige Portal der Bundesregierung zur Anerkennung ausländischer Berufsqualifikationen. Das Projekt arbeitet in enger Kooperation mit dem Förderprogramm IQ.

## Geschichte
Um die Arbeitsmarktintegration von Erwachsenen mit Migrationshintergrund zu verbessern, wurde das Netzwerk „Integration durch Qualifizierung“ (IQ) am 1. Januar 2005 durch das Bundesministerium für Arbeit und Soziales gegründet. In den Jahren 2005 bis 2007 standen der Netzwerkaufbau und die Entwicklung modellhafter Instrumente, Handlungsempfehlungen sowie Beratungs- und Qualifizierungskonzepte im Mittelpunkt, von 2008 bis 2010 der Transfer und die Verbreitung der Modellansätze.
Am 1. Januar 2011 initiierte das Bundesministerium für Arbeit und Soziales gemeinsam mit dem Bundesministerium für Bildung und Forschung und der Bundesagentur für Arbeit das auf diesem Netzwerk aufgebaute Förderprogramm „Integration durch Qualifizierung“ (IQ). Von 2011 bis 2014 arbeiteten im Förderprogramm 239 Teilprojekte im gesamten Bundesgebiet am gemeinsamen Ziel, die Arbeitsmarktintegration von Menschen mit Migrationshintergrund zu verbessern. Im Mittelpunkt stand dabei die Anerkennung ausländischer Berufsabschlüsse, das Förderprogramm IQ diente unter anderem dazu, das BQFG zu begleiten.
In der Förderperiode 2015–2018 wird das Programm um den Schwerpunkt „ESF-Qualifizierung im Kontext des Anerkennungsgesetzes“ erweitert. Von zentralem Interesse ist, dass im Ausland erworbene Berufsabschlüsse – unabhängig vom Aufenthaltstitel – häufiger in eine bildungsadäquate Beschäftigung münden.

## Finanzierung und Steuerung
Das Programm wird durch das Bundesministerium für Arbeit und Soziales (BMAS) und den Europäischen Sozialfonds (ESF) gefördert. Partner in der Umsetzung sind das Bundesministerium für Bildung und Forschung (BMBF) und die Bundesagentur für Arbeit (BA). Partner in der Umsetzung sind das Bundesministerium für Bildung und Forschung (BMBF) und die Bundesagentur für Arbeit (BA).

## Publikationen
Dreimal jährlich erscheint das Fachmagazin IQ konkret. IQ konkret vermittelt Praxiserfahrungen aus dem Umfeld des Förderprogramms und greift aktuelle integrationspolitische Debatten auf.
Eine weitere Publikation des Förderprogramms ist das Magazin clavis, das ebenfalls dreimal jährlich erscheint. Die Zielgruppe dieses Magazins sind Entscheidungsträger aus Politik, Wirtschaft und Verwaltung.
Die Fact Sheets präsentieren Zahlen, Info-Grafiken, Tabellen und kurze Texte auf einen Blick zu verschiedenen Fragen im Themenkontext Integration.
Die Publikationsreihe IQ Good Practice porträtiert innovative, nachhaltige und transferfähige Projektbeispiele aus dem IQ Netzwerk und zeigt so unterschiedliche Ansätze und erfolgreiche Umsetzungen auf.
Die Reihe IQ Good Practice International reflektiert Ansätze in der Arbeitsmarktintegration anderer Länder, die sich für den Transfer nach Deutschland, aber auch in andere europäische Staaten, eignen können.
Die Fachstellen und Landesnetzwerke im Förderprogramm IQ erstellen laufend Fachpublikationen zu den Handlungsschwerpunkten des Förderprogramms und verwandten Themen.